# Sint-Trudoziekenhuis
Het Sint-Trudo Ziekenhuis is een ziekenhuis in Sint-Truiden. 
Het ziekenhuis heeft 310 erkende bedden, ruim 1.000 medewerkers en 140 artsen. 
Als autonoom ziekenhuis is Sint-Trudo stevig verankerd in de regio en biedt het kwaliteitsvolle zorg via een multidisciplinaire en patiëntgerichte benadering. Kwaliteit, patiëntveiligheid, professionalisme en een vriendelijke en respectvolle omgang met de patiënten staan hierbij centraal. 
Gemiddeld zijn er jaarlijks 12.750 opnames, 15.250 dagziekenhuispatiënten, 20.000 aanmeldingen op de spoedgevallendienst, 10.500 ingrepen in het operatiekwartier, 645 bevallingen en ruim 160.000 raadplegingen. 
Het ziekenhuis behaalde op 17 september 2018 het gouden kwaliteitslabel van Joint Commission International. Dit internationale kwaliteitslabel betekent dat het ziekenhuis kan aantonen dat er gewerkt wordt volgens hoge internationale standaarden die garant staan voor een kwaliteitsvolle en veilige zorg. Ook geeft het JCI-label aan dat er in het ziekenhuis een positieve werkcultuur heerst die sterk gericht is op het meten en het voortdurend verbeteren van de processen.